# Jaime Milans del Bosch y Núñez del Pino
Jaime Milans del Bosch y Núñez del Pino (18 de julio de 1891 - Madrid, 11 de febrero de 1983) fue un militar español, hijo del militar Joaquín Milans del Bosch y de María Teresa Núñez del Pino y Quiñones de León y hermano del también militar Mariano Milans del Bosch y Núñez del Pino que, como hermano mayor, heredó en usufructo el Palacio del Pividal en la localidad asturiana de Abres, Vegadeo, pasando a su fallecimiento a su hijo mayor José Joaquín Milans del Bosch y Solano, coronel de Caballería y residente en Oviedo.

## Biografía
Jaime Milans del Bosch se casó con Consuelo Ussía y Cubas con la que tuvo un hijo, Jaime Milans del Bosch y Ussía, que participó en el golpe de Estado español del 23 F de 1981.
Jaime Milans del Bosch y del Pino participó en 1932 en el golpe de Estado del general Sanjurjo, conocido como la Sanjurjada.
En 1936 se sumó al golpe de Estado de Franco.
El 26 de abril de 1952 fue promovido de coronel de guarnición en Sevilla a general de brigada. Alcanzó el grado de teniente general y estaba en posesión de la medalla individual al mérito militar. Ya en 1972 recibió el tratamiento de Teniente General Honorífico.
Murió víctima de la agravación de una insuficiencia renal con parálisis abdominal en el hospital militar «Generalísimo Franco» de Madrid, el 11 de febrero, y fue sepultado en capilla de la Moraleja cerca de Madrid el 12 de febrero de 1983.